# Carl Zastrow
Carl Zastrow (eigentlich Hermann Zastrow; * 11. April 1836 in Prenzlau; † 9. Februar 1903) war ein deutscher Autor und Schriftsteller. Von ihm stammten zahlreiche Novellen.

## Pseudonyme
Zastrow schrieb auch unter dem Pseudonym Karl von Prenzlau. Karl Zastrow ist eine geläufige Schreibweise des Namens.

## Werk
- Traum und Leben. Ein Fest-Geschenk für deutsche Jungfrauen. Gedichte. Von Hermann Karl Zastrow. Bach, Berlin 1862.
- Herz und Welt. Lebensbilder für die reifere Jugend. Thiele, Berlin 1864.
- Der Jugend liebste Stunden.	Neue Märchen und Geschichten für Knaben und Mädchen. Düms. Wesel 1869.
- Atolin, der kühne Malaye. Erzählung für die reifere Jugend.  Düms, Wesel 1870.
- Miezchens Schicksale. Ein unterhaltendes Bilderbuch für das Alter von 5–8 Jahren. Riese, Berlin 1870.
- Kinderleben. Bilder und Reime für die kleine Welt. Riese, Berlin 1870.
- Mißverständnisse. Roman. 2 Bände. Costenoble, Jena 1873.(Digitalisat Band 1), (Band 2)
- Die Klosterruine. Eine Erzählung. Bagel. Mühlheim 1873.
- Die Clarinette als Talisman. Musikalischer Roman in 2 Bänden. Costenoble, Jena 1874. (Digitalisat Band 1), (Band 2)
- Im hohen Norden. Eine Erzählung. Bagel, Mühlheim 1880.
- Der Schatz des Geizhalses. Eine Erzählung. Bagel, Mühlheim 1880.
- Die Bureaukraten von Flausenheim. Humoristischer Roman. Luckhardt, Berlin 1884,
- Major Kreuzschnabel und andere Militär-Humoresken. Illustrationen von Ludwig von Nagel. Braun & Schneider, München 1882.
- Der Günstling des Zaren. Eine Erzählung. Bagel, Mühlheim 1904.